# Jos (città)
Jos è una città della Nigeria, situata nello stato di Plateau di cui è la capitale. Nel 2007 si è stimata una popolazione di 860 895 abitanti.

## Storia
Nel XXI secolo la città è stata soggetta a violenti scontri tra la maggioranza cristiana e la minoranza islamica che vorrebbe applicare a tutto lo Stato la legge coranica.

## Economia
Situata sull'altopiano omonimo, a 1217 m s.l.m. il clima è l'ideale per l'allevamento di galline, difatti, fino al 2006, l'economia della città era basata sulla vendita di uova. A causa di un'epidemia, tra i volatili, di influenza aviaria la città è caduta in una situazione economica disastrosa.